# Золота медаль ім. К. Е. Ціолковського
Золота́ меда́ль ім. К. Е. Ціолко́вського — наукова нагорода за виконані роботи в галузі астронавтики. Нагороду «За видатні праці в галузі міжпланетних сполучень» було засновано Академією наук СРСР у 1954 році, напередодні 100-річчя від дня народження одного з піонерів космонавтики — Ціолковського Костянтина Едуардовича.
Медаль присуджується один раз на три роки. У 1956 р. були затверджені положення про медаль, її опис та ескіз. Початок присудження — з 1957 р.
Зокрема, Золотою медаллю ім. К. Е. Ціолковського нагороджений перший космонавт Гагарін Юрій Олексійович, перший космонавт-українець Попович Павло Романович.